# Torrent Fondo (Aigua d'Ora)
El Torrent Fondo és un afluent per l'esquerra del Torrent Morer el curs del qual transcorre íntegrament pel terme municipal de Navès.